# Тяжбы Колумбов
Тя́жбы Колу́мбов (исп. pleitos colombinos) — длинный ряд исков, подававшихся потомками Христофора Колумба против Кастильской короны, в защиту наследности привилегий, присвоенных Колумбу в награду за его открытие Нового Света.

## Предыстория
Согласно Капитуляциям Санта-Фе, подписанным Католическими Величествами 17 апреля 1492 года в городе Санта-Фе, Гранада, Колумбу было даровано, помимо прочего, право на десятую часть всех богатств, которые будут добыты в намеченных плаваниях.
В ходе своего третьего плавания в Новый Свет, на острове Эспаньола Колумб столкнулся с враждебным отношением со стороны других испанцев, чувствовавших себя обманутыми его посулами богатой добычи. Несколько раз Колумб даже предпринимал попытки заключить союз с индейцами таино и карибами против других испанцев. Эти другие испанцы, самостоятельно вернувшись на родину из Америки, выступили против него в королевском суде с обвинениями в дурном управлении.
В 1500 году Католические Величества отправили королевского представителя Франсиско де Бобадилью на Эспаньолу. По его прибытии 23 августа того же года Колумб с братьями были арестованы и отправлены в Испанию в цепях. По своём прибытии в Испанию, они вернули себе свободу, лишившись всё же при этом значительной части своего престижа и влияния.
После смерти Колумба в 1506 году титул «Адмирала Индий» унаследовал его старший законный (от жены-португалки) сын — Диего Колон. В 1508 году король Фердинанд II, ставший регентом Кастилии после смерти королевы Изабеллы I Кастильской, присвоил Диего Колону титул «Правителя Индий» с формулировкой «пока на то будет моя милость и воля». Диего Колон считал этот титул и так принадлежащим ему «на веки вечные» (как титул, «вложенный» в титул «Адмирала Индий») и подал иск против короны.

## Тяжба
В 1511 году в Севилье был вынесен первый приговор суда. Судьи признали наследственное право потомства Колумба на вечное владение титулом вице-короля и право на десятую часть доходов от Индий. Корона получила право назначить судей апелляционного суда. Поскольку ни одна из сторон не удовлетворилась приговором, обе стороны подали апелляцию.
В 1512 году судебное дело было объединено с «Дарьенской тяжбой», иском в подтверждение расширительного толкования прав наследников Колумба не только на территорию островов Вест-Индии, но и материковой части (исп. tierra firme) Центральной Америки. В 1520 году был вынесен новый приговор, известный как «Декларация Ла-Коруньи» (по месту его вынесения — галисийскому городу Ла-Корунья).
В 1524 году Диего Колон, смещённый со своей должности правителя, вновь вчиняет короне иск. Он умирает два года спустя, однако тяжбу продолжает его вдова, в интересах их сына Луиса, ещё младенца в то время. Главным представителем семьи на судебных процессах в то время был сводный брат Диего (сын Христофора Колумба от испанской любовницы), Фернандо Колон. 25 июня 1527 года в Вальядолиде выносится приговор, провозглашающий предыдущие ничтожными и назначающий новый процесс.
Новый королевский прокурор попытался представить дело так, что открытие Вест-Индии состоялось в основном благодаря соратнику Колумба, судовладельцу Мартину Алонсо Пинсону. Прокурор призывал в свидетели ещё живых участников первого плавания в Америку. Были вынесены два приговора: один в Дуэньясе, другой в Мадриде, и по обоим тяжущиеся стороны подали апелляции.

## Мировое соглашение
В итоге тяжущиеся стороны пришли к мировому соглашению. 28 июня 1536 года глава Совета Индий, епископ Гарсиа де Лоайса и глава Совета Кастилии Гаспар де Монтоя утвердили следующее мировое соглашение:
- Титул «Адмирала Индий» остался в вечном обладании у потомства Колумба, с привилегиями, аналогичными титулу адмирала Кастилии[исп.].
- Титулы Вице-Короля и Генерал-Губернатора Индий у потомства Колумба были изъяты.
- Были учреждены наследственные владения семейства Колумбов, состоявшие в основном из острова Ямайка («маркизат Ямайка») и территории в 25 квадратных лиг в Верагуа («герцогство Верагуа»).
- Были подтверждены земельные владения наследников на Эспаньоле и вечное обладание титулами «высокого судьи» (исп. alguacil mayor) города Санто-Доминго и «Присутствия» (трибунала) (исп. Audiencia) на всём острове.
- Наследникам Колумба присуждалась выплата в 10 000 дукатов ежегодно, а также 500 000 мараведи в год каждой из сестёр Луиса Колона.

## Последующие тяжбы
Тяжба 1537—1541 годов ставила целью уточнить, на каких условиях наследники Колумба могли осуществлять права «Адмирала Индий». Мария де Толедо, вдова Диего Колона, не имея надежных советников после смерти Фернандо Колона (в 1539 году), пошла на уступки королевской власти. Одна из запутанных оговорок, содержавшихся в третьей главе окончательного арбитража, почти полностью подрывала права Адмирала Индий, разрешая сбор тарифов и осуществление судебных прав только в тех портах, где Адмирал проживает лично.
После этого соглашения судебные процессы между семейством Колумбов и короной продолжились, но они были не столь значимые. Тяжбы длились между 1555 и 1563 годами, эпизодически случались вплоть до конца XVIII века.

## Исторический интерес
Как семья Колумбов, так и Кастильская корона снимали свидетельские показания с разнообразных участников плаваний в Новый Свет. Это стало важнейшим источником сведений для историков эпохи, хотя достоверность некоторых свидетельств подвергается ими сомнению.

## Издания материалов
- Первое полное издание документов и свидетельских показаний по «колумбовым тяжбам» на испанском языке: Fernández Duro, Cesáreo (редактор). Colección de documentos inéditos relativos al descubrimiento, conquista y organización de las antiguas posesiones españolas de ultramar, 2ª serie, tomo 7 y tomo 8. — Madrid: Est. tip. «Sucesores de Rivadeneyra», 1892.

-Том 1
-Том 2
- Английский перевод: Testimonies from the Columbian Lawsuits (Repertorium Columbianum), Brepols Publishers (2000), ISBN 2-503-51029-9.